# Angels & Airwaves
«Angels & Airwaves» — американський супергурт із Сан-Дієго, що виконує музику в жанрах альтернативний рок, спейс-рок, артрок і неопрогресивний рок. Утворений 2005 року колишнім гітаристом і вокалістом гурту «Blink-182» Томом ДеЛонгом. Інші учасники — гітарист Девід Кеннеді (з «Over My Dead Body», «Hazen Street» і «Box Car Racer»), басист Метт Вочер (з «30 Seconds to Mars») і ударник Ілан Рабін (з «Lostprophets» і «Nine Inch Nails»). Станом на лютий 2018 року гурт видав п'ять студійних альбомів: We Don't Need to Whisper (2006), I-Empire (2007), Love (2010), Love: Part Two (2011) та The Dream Walker (2014).

## Історія групи
Офіційно група зареєстрована як торговельна марка «Angels & Airwaves» 24 червня 2005 року. Том стверджував, що його новий проєкт — найкраща музика, зроблена за останні десятиліття, набагато потужніша, емоційна та мелодійна, ніж Blink-182 і Box Car Racer разом узяті.

### We Don't Need to Whisper
Том ДеЛонг почав працювати над дебютним альбомом свого нового гурту, незабаром після того, як Blink-182 пішли у безстрокову відпустку в лютому 2005 року. Про цю «безстрокову відпустку» ходило безліч самих різних чуток, проте Том, більше півроку утримувався від будь-яких інтерв'ю, що стосуються його відходу з групи та подальших планів. Замість цього він зосередив сили на створенні і записі нового матеріалу на своїй домашній студії. У вересні 2005, він нарешті зробив публічну заяву, в журналі «Kerrang!», в якому відкрив ім'я свого нового гурту — «Angels & Airwaves». Спочатку логотипом групи була абревіатура «AAA», проте через пару тижнів Том вирішив перевернути середню букву, щоб абревіатура збігалася з ім'ям його дочки — Ava.
В кінці 2005 — початку 2006 року Том давав численні інтерв'ю, в яких досить схвально відгукувався про майбутній альбом. В інтерв'ю журналу «Kerrang!» він сказав: «Якраз перед розколом Blink-182, коли ми були в Європі, зі мною щось трапилося. Моє серце металося протягом трьох тижнів, і нічого подібного не траплялося зі мною раніше. Я дійсно відчував, що я призначений, щоб зробити щось більше». У тому ж самому інтерв'ю він заявив: «Музика Angels & Airwaves має концептуальну глибину Pink Floyd, архітектуру U2 та юнацьку енергію Blink-182. Всі пісні дуже кінематографічні, мелодійні та епічні. Кожна пісня дає вам приплив енергії, і вам хочеться кричати, наче весь світ перед вашими ногами. Ви коли-небудь літали на реактивному літаку? Ця музика викликає схожі почуття».
За задумом групи дебютним синглом мала стати Valkirye Missile, яку було вирішено поширити за допомогою ITunes 13 грудня 2005 (в день тридцятиріччя Тома). Але керівництво лейбла було проти і 13 грудня пісня не вийшла, зате світу був представлений трейлер Angels & Airwaves, в якому крім музичної нарізки з Valkirye Missile був красивий відеоряд з елементами CGI графіки і, звичайно, моментами запису альбому. Трохи пізніше вийшов відеоролик під назвою «First Contact», в якому, як можна здогадатися з назви, можна було ознайомитися з учасниками та ідеями групи, а також на тлі цього звучали уривки з все тієї ж Valkirye Missile і також It Hurts. Реліз Valkirye Missile був відсунутий до березня-квітня 2006 року, але доля все розставила по-іншому (або може це був підступний хід піар-компанії?): Якісь хакери зламали сервер, де дивом виявилася The Adventure, і, як підсумок, — вся Blink-182-спільнота ввечері 4 лютого зійшло з розуму від приголомшливої епічної музики, яку запропонував Том своїм відданим і не дуже фанатам. 17 лютого вийшла ще одна пісня: Good Day, але так, ніби Том сам звелів «злити» її в інтернет. Через місяць Том дав інтерв'ю на одній з американських радіостанцій, де також прозвучали уривки Valkirye Missile, It Hurts, A Little's Enough і абсолютно нова, раніше ніде навіть не згадувана пісня — The Gift. А 12 квітня 2006 року всьому світу став доступний весь дебютний альбом групи Angels & Airwaves «We Don't Need To Whisper». Офіційний реліз альбому відбувся 23 травня 2006. Альбом піднявся до четвертого місця в Billboard 200 і вирушив на золото.
23 квітня 2007, на 28-й день народження Райана Сінна, було оголошено, що він не брав участь у відкритому концерті, присвяченому День Землі в університетському містечку MIT днем раніше (22 квітня 2007) через проблеми, які виникли з групою. Незабаром після цього інциденту, 15 травня, у фан-клубі «Angels Army», Сінн залишив повідомлення, в якому говорилося, що він більше не є учасником Angels & Airwaves. В одному з наступних інтерв'ю журналу «Kerrang!» ДеЛонг сказав: «Він реально приголомшлива особистість і чудовий бас-гітарист. Але у нього були інші пріоритети й інші речі в житті, про які він повинен був піклуватися. Решта з нас були готові знайти рішення, але він не зміг».
На час туру, місце Раяна зайняв Метт Уоктер, який раніше грав в 30 Seconds to Mars. Згодом він був затверджений як постійний учасник групи. Крім цього, Атом Віллард залишив The Offspring щоб присвятити Angels & Airwaves все свій час.

### I-Empire
В інтерв'ю журналу «Kerrang!», ДеЛонг обговорював майбутній альбом. Він повідомив, що новий альбом, називатиметься I-Empire і вийде на Universal/Island Records. До нього увійдуть 11-13 композицій, серед яких і Star Of Bethelem, записана наприкінці листопада 2006 року і вийшла на збірці KROQ Kevin and Bean's 2006 Super Xmas CD. Він сказав що їх новий альбом буде: «Такий чудовий як це можливо в рок-н-ролі. У цьому записі ми взяли все найкраще з попередньої і збільшили це вдесятеро. Альбом потужніший, емоційно позитивніший і епічніший у своїй сутності».
18 липня 2007 група оновила дизайн офіційного сайту, зобразивши на ньому мотоцикліста і flash-аплікацію у вигляді миготливого тексту: «I-Empire, Fall 2007» («I-Empire, осінь 2007 року»). Також flash-аплікація програвала невеликий кліп, можливо з «I-Empire», разом з частиною виступу колишнього президента США Ейзенхауера, що транслювалося за допомогою супутника. У використаної на сайті частині повідомлення йдеться: «Завдяки чудесам наукового прогресу, мій голос приходить до вас через супутник, що обертається у відкритому космосі. Моє повідомлення просте. Через цей унікальний засіб я надсилаю вам і всій Америці побажання миру на землі і доброзичливості людей, де б вони не знаходилися». Flash-аплікація закінчується цитатою: «Якби у мене був власний світ … Я б побудував вам імперію…»
29 серпня 2007, Angels & Airwaves додали на сайт новий трейлер майбутнього альбому. Трейлер є монтажем відео з майбутнього фільму «I-Empire» і майбутнього документального фільму і представляє нову пісню «Call To Arms».
На акустичному концерті 29 липня, Angels & Airwaves представили на суд публіки чотири нові пісні з їх майбутнього альбому з iPod'а Атома Уілларда. Це були «Secret Crowds», «Sirens», «Everything's Magic», and «Lifeline». Хтось в залі для глядачів записав концерт на відео і потім виклав ці пісні в мережу. В результаті вони досить швидко розійшлися по всьому інтернету.
Першим синглом з нового альбому стала композиція «Everything's Magic». Також на неї вийшов кліп.
Сам альбом вийшов 6 листопада 2007 року. Він дебютував в Billboard 200 chart на 9-му місці з числом продажів 66,000 протягом першого ж тижня. Також він посів перше місце в iTunes Top Albums chart.
16 листопада Том заявив на «Modlife.com», що «Breathe» стане наступним синглом/кліпом з альбому.

### Love
Січень 2009 став початком запису третього альбому AvA. Однак уже в лютому стара група Тома Blink-182 зібралася заново. Реліз лонгплея і фільму був обіцяний на 14 лютого 2010 року. І фільм (раніше передбачався назватися I-Empire), і сам альбом вирішено було назвати Love. Новий альбом Angels and Airwaves, як і було обіцяно, вийшов на два дні раніше, але не для Fuel TV, а офіційно для преміум користувачів Modlife. Зараз альбом LOVE доступний для безкоштовного скачування на офіційному сайті гурту. У липні 2011 група повідомила, що їх новий альбом «LOVE Part 2» і фільм «LOVE» вийдуть 11 листопада.

### Strange Times
Група заявила, що працює над новим альбомом. За їх словами він повинен був вийти до кінця року. 28 жовтня 2012 вийшов, можливо, перший трек «Diary» з нового альбому.

## Учасники групи

### Нинішні учасники
Том ДеЛонг — вокал, гітара (2005 — теперішній час)
Девід Кеннеді — гітара (2005 — теперішній час)
Метт Уоктер — бас-гітара (2007 — теперішній час)
Ілан Рубін — ударні, перкусія (2011 — теперішній час)

### Колишні учасники
Райан Сінн — бас-гітара (2005–2007)
Атом Віллард — ударні, перкусія (2005–2011)

## Дискографія
- We Don't Need to Whisper (2006)
- I-Empire (2007)
- Love (2010)
- Love: Part Two (2011)